# الزي (فلم 2022)
الزي (بالإنجليزية: The Outfit) هو فيلم دراما جريمة أمريكي صدر عام 2022 من إخراج غراهام مور وبطولة مارك رايلانس، زوي دويتش، ديلن أوبراين وجوني فلين.

## روابط خارجية
- مقالات تستعمل روابط فنية بلا صلة مع ويكي بيانات